# The Enemy (pel·lícula de 1927)

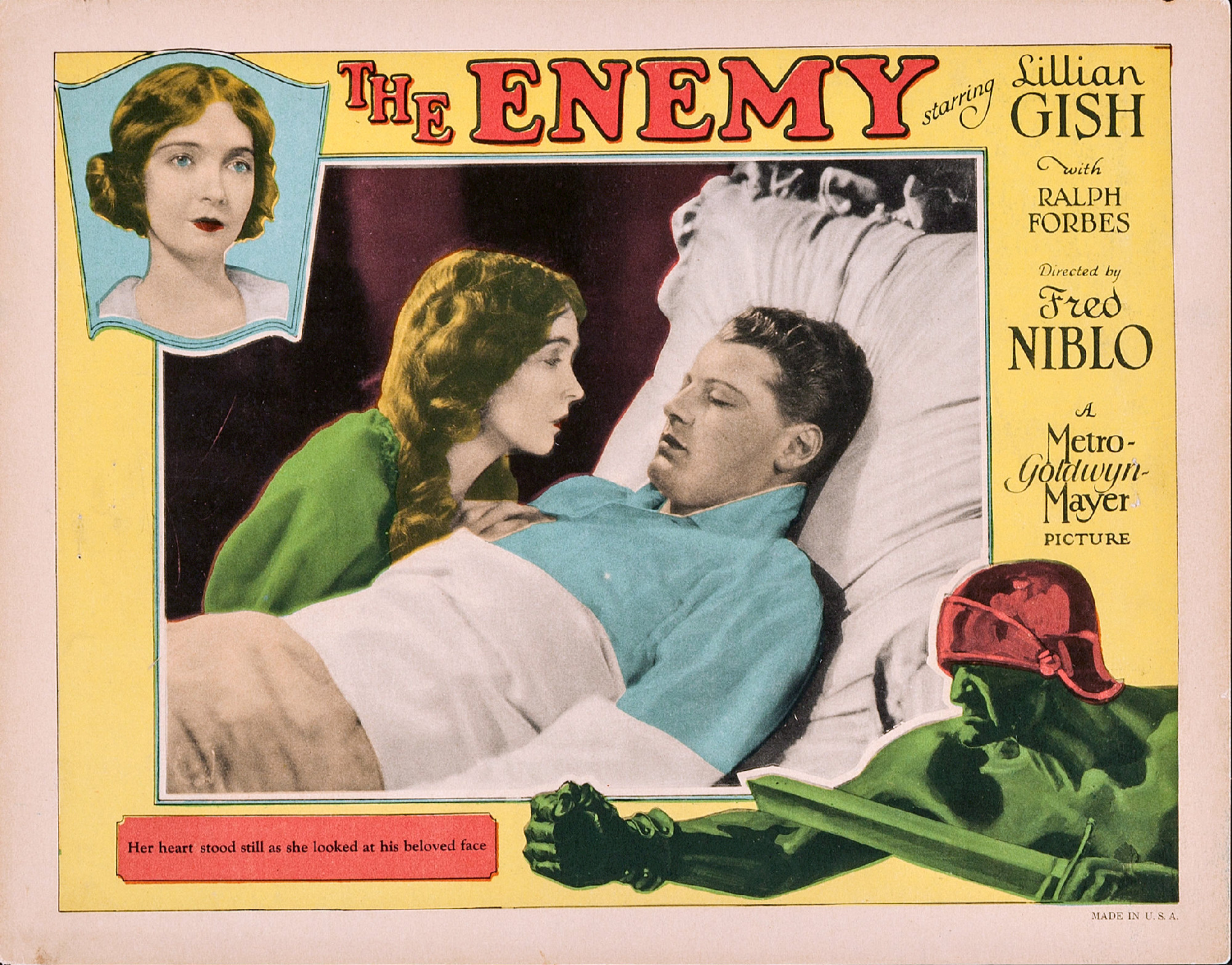
Targeta de propaganda de la pel·lícula

The Enemy és una pel·lícula muda antibel·licista de la MGM dirigida per Fred Niblo i protagonitzada per Lillian Gish, Ralph Emerson i Ralph Forbes. Basada en l’obra teatral homònima de Channing Pollock, es va estrenar el 8 de desembre de 1927 tot i que algunes fonts assenyales el 18 de febrer de 1928. Es conserva quasi en la seva totalitat excepte la darrera bobina. Joel McCrea feia una de les seves primeres aparicions a la pantalla com a extra.

## Argument
La jove austríaca Pauli Arndt té dos pretendents, Carl Behrend, al qual ella també estima, i Bruce Gordon, el seu millor amic. Carl és fill d’un home ric i Pauli neta d’un professor universitari pacifista. Carl i Pauli es casen just en esclatar la Primera Guerra Mundial. Carl és reclutat poc després i Pauli i el seu nadó gairebé es moren de fam quan el seu avi perd la feina per parlar contra la guerra. Arriba la notícia que Carl ha mort tornant a casa per un permís de 10 dies, i el nadó mor malgrat que Pauli acaba recorrent a la prostitució per mantenir-lo amb vida. Finalment, Carl torna de la guerra, Arndt és reintegrat a la feina i la felicitat arriba a la desafortunada família.

## Repartiment
- Lillian Gish (Pauli Arndt)
- Ralph Forbes (Carl Behrend)
- Ralph Emerson (Bruce Gordon)
- Frank Currier (professor Arndt)
- George Fawcett (August Bejremd)
- Fritzi Ridgeway (Mitzi Winkelmann)
- Hans Joby (Fritz Winkelmann)
- Karl Dane (Jan)
- Polly Moran (Baruska)
- Billy Kent Schaefer (Kurt)
- Betty Jane Graham (nena petita)
- Joel McCrea (extra)